# Famille Traversari
 (juillet 2024).
La famille Traversari (ou domus Traversariorum, selon les chroniqueurs médiévaux) est une famille noble italienne.
La dynastie est principalement liée à Ravenne qu'elle domina aux XIIe et XIIIe siècles, et fut rendue célèbre non seulement par des chevaliers, ducs et capitaines, mais aussi par des souveraines, des reines, des prêtres, moines et évêques dont certains furent canonisés. Des Traversari ont aussi été poètes, écrivains, peintres et musiciens. Saint Romuald, né en 952, était le fils du duc Sergio degli Onesti, de Ravenne, et de Traversara Traversari qui était la fille de Teodoro Traversari, fils de Paolo Ier Traversari ; il se fit moine bénédictin et fonda en 1012 la maison religieuse de Camaldoli qui donna son nom à l'ordre des Camaldules. L'étang dei Traversari créé à des fins piscicoles et salicoles est également historiquement important.

## Origines légendaires
L'origine de la famille daterait de la fin du Ve siècle et son fondateur serait Théodore, général des Hérules, peuple germanique guidé par le roi Odoacre qui prit en 476 le contrôle de Ravenne, marquant la fin de l'Empire romain d'Occident.
Théodore aurait fait construire, au milieu de la plaine traversée par le Lamone, le château de Traversara, d'où plus tard ses descendants auraient tiré leur nom de famille. Après la mort d'Odoacre aux environs de 490, Théodore Traversaro se mit au service du nouveau vainqueur, le roi des Ostrogoths Théodoric le Grand, qui le fit duc, titre pouvant être transmis à ses descendants. Nommé préfet de Ravenne, Théodore devint ensuite patricien, puis fut élu consul. Après la mort de Théodoric, l'Italie fut reconquise par les Romains d'Orient qui, en 553, installent la capitale à Ravenne. Dans l'Italie byzantine, des Traversari continuent à être mentionnés sans que l'on sache s'il s'agit d'une filiation directe ou d'une transmission du nom : Girolamo Rossi qui a tracé un arbre généalogique de la maison, a trouvé que le premier à prendre le nom « Traversaria » fut le duc Paolo, mort en 947.

## Histoire

### Moyen Âge
Une branche de la famille s'installa vers l'an 1000 à Venise, y obtenant le statut de famille noble (patriciat). À partir de ce moment, elle prend un nouveau nom : « Da Lezze ». La branche principale de la famille resta en Romagne.

### Podestats de Ravenne
Comme la majeure partie de la noblesse italienne et la papauté elle-même, la famille des Traversari, à mesure que l'Italie byzantine déclinait, s'est alliée au Saint-Empire romain germanique, conservant de nombreuses possessions à Ravenne et aux alentours (contado), et exerçant sur la ville un rôle prédominant, fonctionnant comme une seigneurie (signoria) de facto. En dehors de la Romagne, les Traversari étendaient leur influence sur une grande partie du nord de l'Adriatique, comme il apparaît par exemple dans le testament de Rustico Traversari, qui en 1024 lègue des biens à Adria, Comacchio, Ravenne, Cervia, Imola, Faïence, Rimini, Jesi et Ancône. Les chroniques de l'époque mentionnent Alberto Traversari (1060-1137), qui a combattu sous la bannière de Lothaire II « le Saxon », roi de Germanie, tandis que son frère Giovanni mourut en 1158 pendant le siège de Milan, combattant sous la bannière de l'empereur Frédéric Barberousse. À Ravenne, leur sœur Sophia épousa Pietro, duc degli Onesti, tandis que son autre frère Guglielmo agrandit le pouvoir de la dynastie en épousant Marsilia, nièce de la marquise Mathilde de Canossa.
Pietro II Traversari (le fils de Guglielmo) accompagna à Venise en 1180 Frédéric Barberousse pour une rencontre historique avec le pape Alexandre III, ayant ensuite l'honneur d'accueillir l'Empereur dans son palais de Ravenne. En 1181, il fut le premier de la maison à être nommé podestat de Ravenne. Sous les Traversari, Ravenne devint l'une des principales cités gibelines de la Romagne. Pietro épousa en secondes noces une femme considérée comme l'une des plus belles d'Italie, connue sous le nom d'Emilia des comtes Guidi. Cela n'empêcha pas que dans la dernière décennie du XIIe siècle, les familles Traversari et Guidi en vinrent aux armes pour la possession de Dovadola et de quelques châteaux de la région de Faïence.
Pietro III Traversari (fils de Pietro II) est considéré comme l'un des Traversari les plus importants et les plus connus ; il fut, comme son père, un protecteur des poètes et des artistes. Né en 1145, il fut podestat de Ravenne de 1218 à 1225. En 1226, il reçut la visite de l'empereur Frédéric II de Souabe et l'aida à former une armée contre la Ligue lombarde. Paolo endossa à nouveau la charge de podestat en 1229 et 1233. Il possédait aussi le titre de comte de Rimini pour services rendus à l'empereur Frédéric II.
Paolo II Traversari (fils de Pietro II) épousa à 14 ans Beatrice di Nontivoglia, une femme instruite, considérée comme très belle et d'une grande distinction, et chantée par plusieurs poètes en langue provençale. Paolo II eut douze enfants, parmi lesquels il faut mentionner Caterina, qui fut la grand-mère de la célèbre Francesca (dite de Rimini). Caterina épousa Lamberto da Polenta, et eut un fils appelé Guido Magno, qui fut le père de Francesca.
La famille Traversari fut protectrice des arts. À la cour de Pietro Traversari l'hospitalité était offerte aux troubadours qui avaient déjà été accueillis favorablement à Ferrare par les marquis d'Este. Les noms de Pietro et d'autres membres de la famille sont immortalisés dans les poèmes de Guilhem de la Tor (en), d'Albertet de Sisteron, d'Aimeric de Péguilhan.
Dans la littérature, la famille Traversari est mentionnée par Dante Alighieri (dans la Divine Comédie). Pietro III (vers 1145 - 1225) a été montré en exemple aux gens de Romagne de son temps qui avaient perdu les qualités de leurs aïeux (chant XIV du Purgatoire). Paolo II Traversari (fils de Pietro II) est mentionné dans un récit du Novellino. Boccace parle d'Anastasio degli Onesti qui, amoureux d'une fille de Paolo II Traversari, l'obtient comme épouse (Décaméron, nouvelle VIII, Ve jour). Mais il ne mentionne pas son nom, si bien qu'on ne sait pas si cette fille est Fidenzia ou Ravenna. Cette histoire a été illustrée par Botticelli qui, sur commande de Laurent le Magnifique, peignit en 1483 quatre panneaux représentant les tourments éternels d'une jeune fille et de son chevalier.

### Chassés de Ravenne
La puissance des Traversari était contestée, en Romagne, par les comtes de Bagnacavallo et de Cunio, et à Ravenne par la famille Dusdei, dirigée par Guido, auquel succéda son fils Ubertino. On en arriva à une guerre ouverte en 1218. Le 2 octobre, les Traversari assaillirent les maisons des Dusdei et de leurs alliés et les forcèrent à quitter la ville.
Les exilés se vengèrent en attaquant Bertinoro en novembre, où la famille de Ravenne avait de nombreuses maisons et palais. Mais les luttes entre les Guelfes (fidèles au Pape) et les Gibelins (pro-empereur) ne prirent pas fin, impliquant les Traversari dans plusieurs batailles et sièges.
En 1239, après avoir été une fidèle alliée de l'empereur, la famille Traversari changea de camp et s'allia aux Guelfes. La réaction de l'Empereur fut immédiate. À la mort de Paolo II Traversari, le 8 août 1240, la maison resta sans héritier mâle. Frédéric II décida de prendre possession de Ravenne, et après trois jours de siège, il chassa les Traversari de la ville (15 août 1240). Beaucoup de membres de la famille s'échappèrent, d'autres furent exilés (la plupart dans les Pouilles). Parmi les exilés, Traversara Traversari épousa Tommaso Fogliani de Reggio, comte de Romagne (Italie) et neveu du pape Innocent IV. Tommaso Fogliani obtint de revenir à Ravenne avec les droits et les honneurs que les Traversari avaient eu jusque-là. À la mort de Tommaso, Traversara épousa Stefano, fils d'André, roi de Hongrie. L'empereur Frédéric II, à sa mort (1250), voulut par testament la libération de tous les prisonniers et cela permit à Ayca Traversari (fille de Paul II Traversari) de revenir à Ravenne et, après plusieurs litiges, de reprendre possession des biens familiaux.
Entre 1253 et 1270 il y eut une période de calme relatif, grâce au contrôle exercé par l'archevêque Philippe, mais à sa mort les conflits entre les familles nobles éclatèrent à nouveau : les Da Polenta contre les Traversari, puis les Malatesta et les Da Polenta contre les Montefeltro, puis les Traversari contre les Da Polenta.

### Perte de Ravenne
En 1275, Teodoro Traversari (fils d'Anastasio) perdit la charge de podestat de Ravenne, qui passa aux Da Polenta. Une partie de la famille Traversari se dirigea vers Venise, où d'autres familles Traversari s'étaient installées près de trois siècles auparavant. D'autres Traversari s'installèrent dans les Apennins, à Portico di Romagna et dans la vallée du Montone (Forlì). Les Da Polenta continuèrent à gouverner Ravenne, mais malgré divers « pardons », les Traversari ne furent pas autorisés à retourner à Ravenne. Teodoro Traversari s'exila, avec son fils Giovanni, à Constantinople. Taddeo Traversari, son fils Pietro et Tommaso Traversari furent de célèbres et valeureux condottieri sous la bannière de l'empereur allemand Louis de Bavière.
La famille fut continuée principalement par Iacopo Traversari (fils de Pierre VI) avec son fils Loth, dont naquit Bencivenni, père d'Ambrogio Traversari. Ambrogio (1386-1439) devint en 1431 prieur général de l'ordre des Camaldules et joua un grand rôle aux conciles de Ferrare et de Florence, de par l'importance de son travail de médiation et de réconciliation entre l'Église latine et l'Église grecque, et aussi grâce à sa connaissance du grec et du latin. Il laissa de nombreux livres et études philosophiques et théologiques et fut proclamé bienheureux peu après sa mort. À Portico di Romagna, les familles Traversari, menacées par Manfredi, seigneur de Faenza, firent allégeance à la République florentine, jouissant (pour eux-mêmes et pour leurs descendants) des mêmes privilèges et honneurs accordés aux habitants de Florence.
Certains Traversari prirent le nom de famille Fabbri, continuant à l'utiliser pendant longtemps, comme le montrent les documents des Archives d'État de Florence. Il y a des traces de familles Traversari en Istrie, venues probablement de Venise, et entre autres on note l'humaniste Luigi Traversari, professeur à l'Université de Padoue (1443). Antonio Traversari (qui a vécu au milieu du XVe siècle), fils de Bencivenni, eut trois enfants (Stagio, Iacopo, et Sergio ou Seresta), dont chacun donna naissance à une famille avec une descendance prolifique.

### Les familles jusqu'à la fin duXVIIIesiècle
La famille de Stagio Traversari vécut principalement à Portico di Romagna jusqu'au milieu du XVIIIe siècle, comptant plusieurs générations de notaires.
À Portico di Romagna, on se souvient encore de la présence de Traversari grâce au Palais Traversari et à la place Ambrogio Traversari.
La famille de Iacopo Traversari fut également riche, entre autres, en notaires. Parmi eux, son fils Francesco participa en 1592 à la rédaction du document qui concédait aux Traversari et à tous leurs successeurs le droit de pouvoir retourner à Ravenne et de jouir de leurs privilèges et de leurs propriétés comme par le passé. À Ravenne, il existe encore une « Maison Traversari » au 28 rue San Vitale et une rue porte le nom de « Pier Traversari - XIIIe siècle ». La famille de Jacopo fut très prolifique : entre autres, Achille (petit-fils de Jacopo) eut six enfants ; Giacomo, mort en 1686, petit-fils de Jacopo eut dix enfants ; Orazio (arrière-petit-fils de Jacopo) eut cinq enfants et fut intendant (provveditore) au fort de Terra del Sole (Forlì).
La famille de Sergio Traversari (ou Seresta) vécut entre la Romagne et la Toscane, et dans de nombreux documents elle est indiquée aussi avec le nom de famille Fabbri. Dans les deux siècles suivants, il y eut plusieurs générations de Traversari parmi lesquels on note Cecilia, fille de Giovan Antonio (célèbre notaire) qui en 1613 épousa Bartolomeo Portinari de Florence,
descendant de Folco Portinari, père de Beatrice Portinari, la muse inspiratrice de Dante Alighieri.
D'Alessandro Traversari naquit Giuseppe Traversari (1797) dont la fille Marianna (1823) s'unit en mariage avec Dini et en 1847 naquit Alessandro, fameux avocat auteur du livre Ambrogio Traversari e i suoi tempi (« Ambrogio Traversari et son époque »).

### Aujourd'hui
Actuellement les Traversari se trouvent principalement en Italie, avec le groupe de Venise, celui de Sardaigne, et avec des familles aussi en Romagne (Italie), en Toscane, à Rome et dans l'Italie du sud. On en trouve aussi en France, en Australie, au Canada, dans les îles Britanniques, aux États-Unis et surtout à Quito en Équateur, ces derniers apparentés à maître Pedro Pablo Traversari, musicien et compositeur de renom, actif à la fin du XIXe siècle et au début du XXe siècle.

## Armes

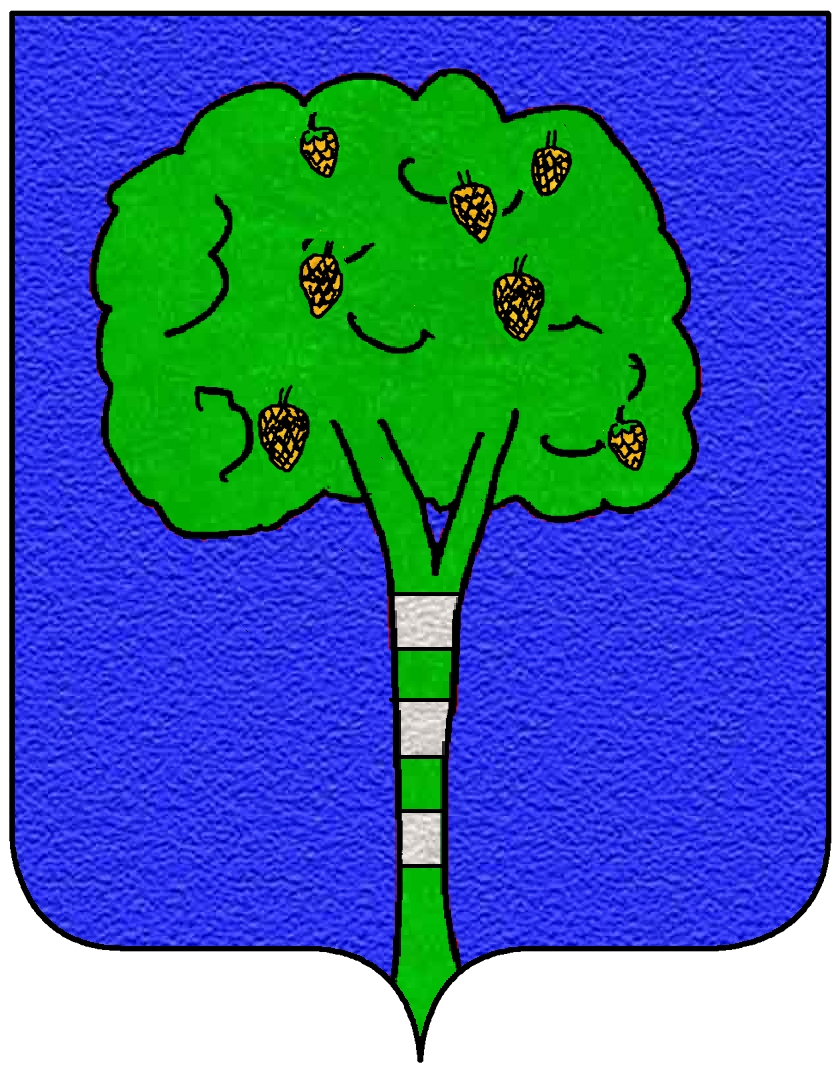
Le Blason de la famille Traversari